# Fernand Léger
Fernand Léger (Argentan, 4. veljače 1881. – Gifsur-Yvette, 17. kolovoza 1955.), francuski slikar.
Probudio je veliko zanimanje 1910. godine kada je na izložbi u pariškom Neovisnom salonu izložio sliku "Goli u šumi", na kojoj je nastojao spojiti koncepcije svojih uzora - H. Rousseaua i Paula Cezanna. Tada upoznaje kubizam i sudjeluje na Prvom kubističkom salonu, ali ga ubrzo napušta. Leger ne primjenjuje boju samo rad boje već njome želi ostvariti novi prostor.